# Кордон (Монтевидео)
Кордон — центральный баррио (район, округ) в Монтевидео, Уругвай. Главная улица — Проспект 18 июля. 

## Парки
На Проспекте 18 июля расположен главный парк района — Plaza Artola. Там находятся памятник Тридцати трём ориенталисам, копия картины национального художника Хуана Мануэля Бланеса. на окрашенной керамической плитке, бронзовую статую Хуана Антонио Лавалье, памятник пожарнику со спасённым ребёнком на руках, а также бронзовые статуи беседующих сидя на скамейке Альберта Эйнштейна и уругвайского философа Карлоса Ферреры. В северной части находится квартал пожарных, спроектированный военным архитектором Альфредо Р. Кампосом. Другой большой парк на улице Эдуардо В. Хедо после засаживания деревьями стал именоваться Parque Liber Seregni.

## Здания и улицы
В Кордоне расположены Национальная библиотека, Республиканский университет и Институт Альфредо Васкеса Акаведо — объекты национального наследия. Среди прочих примечательных архитектурных сооружений — Министерство здравоохранения и Служба Социального Обеспечения.
Помимо Проспекта 18 июля важными улицами являются Улица Уругвай, улица Галиция, улица Мигелле, Хуан Д. Джексон, переходящая в проспект Фернандеса Креспо, и другие. Одной из улиц, представляющих особый интерес, является Тристан Нарваха. Очагом привлечения туристов является историческая ярмарка, проходящая каждое воскресенье на улицах книжных антиквариатов. 

## Культовые места
- Католическая церковь Iglesia de Nuestra Señora del Carmen;
- Иезуитская церковь Iglesia del Sagrado Corazón;
- Доминиканская церковь Iglesia de Nuestra Señora del Rosario y Santo Domingo.